# Хетеродонтосаури
Хетеродонтосауруси су били необична група диносауруса јер су поседовали различите типове зуба по чему су и добили назив. Специјализација зуба (према њиховој намени) је одлика карактеристична за сисаре, али није уочена ни код једне друге групе гмизаваца, како код изумрлих, тако ни код данашњих. Наиме, зуби гмизаваца и када их има много, су увек истог типа код одређене врсте. Хетеродонтосауруси су иначе били хербивори. Ходали су усправљени на задње две ноге и били веома брзи.